# Un sourire de la fortune
Un sourire de la fortune est une nouvelle de Joseph Conrad publiée en 1911.

## Historique
Un sourire de la fortune, histoire de port paraît en 1911 dans le London Magazine, puis en 1912 dans le recueil de nouvelles  Twixt Land and Sea (traduit en français par Entre terre et mer).
En septembre 1888, Conrad, commandant du trois-mâts barque l'Otago, arrive à Port-Louis (île Maurice) où il doit prendre une cargaison pour l'Australie. Cette escale sert de trame à la nouvelle : intrigue amoureuse ou histoire de pommes de terre !

## Résumé
Au large d'un port de l'océan Indien, le vent tombe, obligeant le jeune capitaine à mouiller dans une rade agitée par une brise venant de la terre. Pour M. Burns, le second, la malchance continue. Une cargaison de sucre doit être chargée, mais on manque de sacs... Intervient alors Alfred Jacobus, shipchandler et père d'Alice, une jeune fille morose et revêche. Il est aussi vendeur de dix-sept tonnes de pommes de terre. La transaction s'engage...
Arrivé en Australie, la fortune sourit au capitaine : une disette de pommes de terre valorise avantageusement sa cargaison.

## Éditions en anglais
- A Smile of Fortune, dans le London Magazine en février 1911, à Londres.
- A Smile of Fortune, dans le recueil de nouvelles Twixt Land and Sea, chez l'éditeur Dent à Londres, en octobre 1912.

## Traduction en français
- Un sourire de la fortune, nouvelle traduite par Georges Jean-Aubry, révisée par Sylvère Monod, dans Conrad (dir. Sylvère Monod), Œuvres, t. III, Paris : Gallimard, coll. « Bibliothèque de la Pléiade », 1987.
- Un sourire de la fortune, traduction de Jean-Pierre Naugrette, Circé, 2010[2].